# Great Glen (Leicestershire)
Great Glen is een civil parish in het Engelse graafschap Leicestershire.